# Tara Basro
Tara Basro (Yakarta, Indonesia, 11 de junio de 1990) es una actriz y cantante indonesia.

## Biografía
Nacida en Yakarta y educada en Australia, inició su carrera como modelo juvenil antes de establecerse en la industria cinematográfica de Indonesia. Empezando con A Copy of My Mind (2015), Basro se convirtió en colaboradora frecuente del director Joko Anwar, para el que ha protagonizado los filmes de terror Los huérfanos (2017) e Impetigore (2019), y la película de superhéroes Gundala (2019). Obtuvo un Premio Citra entregado en el marco del Festival Internacional de Cine de Indonesia, en la categoría de mejor actriz en 2015 por su participación en A Copy of My Mind.

## Filmografía

### Cine
| Año  | Título                                     | Papel           | Notas                                    |
| ---- | ------------------------------------------ | --------------- | ---------------------------------------- |
| 2011 | Catatan (Harian) Si Boy                    | Putri           |                                          |
| 2012 | Rumah dan Musim Hujan                      | Adek            |                                          |
| 2012 | Hi5teria                                   | Sari            | Segmento: "Pasar Setan"                  |
| 2013 | Make Money                                 | Imelda          |                                          |
| 2014 | The Golden Cane Warrior                    | Gerhana         |                                          |
| 2014 | Killers                                    | Dewi            |                                          |
| 2014 | The Right One                              | Alice           |                                          |
| 2014 | Princess, Bajak Laut dan Alien             | Miss Kei        | Segmento: "Princess, Bajak Laut & Alien" |
| 2015 | Another Trip to the Moon                   | Asa             |                                          |
| 2015 | Flutter Echoes and Notes Concerning Nature | Jardinera       |                                          |
| 2016 | A Copy of My Mind                          | Sari            |                                          |
| 2016 | 3 Srikandi                                 | Kusuma Wardhani |                                          |
| 2016 | Three Sassy Sisters                        | Ella            |                                          |
| 2017 | Los huérfanos                              | Rini            |                                          |
| 2019 | Gundala                                    | Wulan / Merpati |                                          |
| 2019 | Impetigore                                 | Maya            |                                          |
| 2022 | Satan's Slaves 2: Communion                | Rini            |                                          |

### Televisión
| Año       | Título                | Papel        | Cadena   | Notas        |
| --------- | --------------------- | ------------ | -------- | ------------ |
| 2015–2016 | Halfworlds            | Ros          | HBO Asia | Temporada 1  |
| 2015–2016 | The East              | Mutia        | NET.     | Temporada 1  |
| 2016      | The Amazing Race Asia | Presentadora | AXN Asia | Temporada 5  |
| 2018      | Halustik              | Kanti        | Viu      | 13 episodios |

### Teatro
| Año  | Producción                  | Papel   |
| ---- | --------------------------- | ------- |
| 2017 | Perempuan-Perempuan Chairil | Sumirat |

### Videoclips
| Año  | Título             | Artista       | Ref.  |
| ---- | ------------------ | ------------- | ----- |
| 2016 | "I Want You, Love" | Teza Sumendra | [ 8 ] |